# Řád anunciátek celestinek
Řád anunciátek celestinek, též anunciátky Panny Marie, či jen (sestry) celestýnky (latinsky Ordo Sanctissimae Annunciationis, tj. "řád Nejsvětějšího Zvěstování", zkr. O.SS.A.) někdy nazývaný také "italské zvěstovatelky", jsou kontemplativní řád římskokatolické církve organizovaný podle řehole sv. Augustina.

## Poznávací znaky

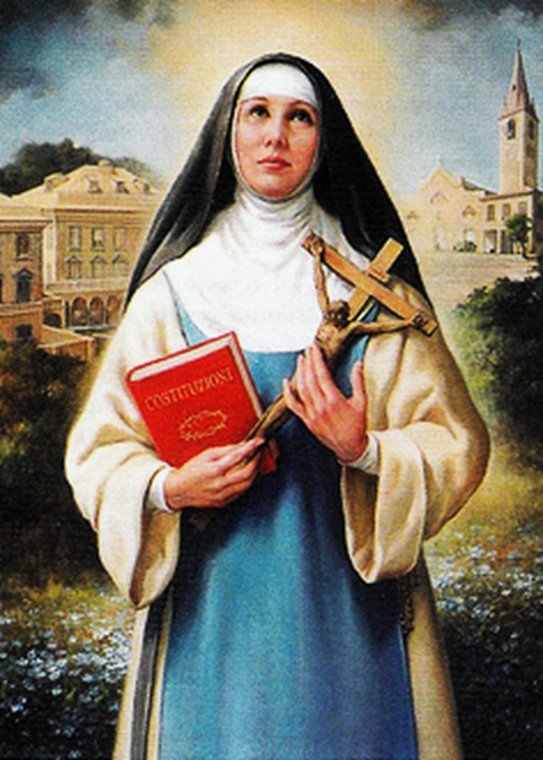
Blahoslavená Maria Vittoria De Fornari Strata

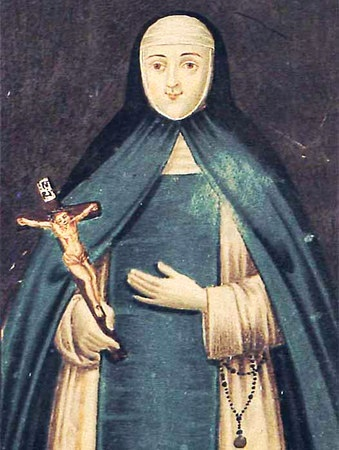
Celestinka ze Steyru

Podle světle modré barvy hábitu a škapulíře, které se nosí přes bílou tuniku, se sestry italsky často nazývají Annunziate celesti "nebeské zvěstovatelky", odtud pochází výraz celestinky. V Římě se běžně používá také termín „turchine“ („fialovo-modré“).
Modré anunciátky-celestinky je třeba rozlišovat od řádu francouzských anunciátek, založeného v roce 1501 sv. Janou z Valois. Ty se podle barvy škapulířů nazývají “červené zvěstovatelky”.

## Historie řádu
Řád založila v Janově blahoslavená Maria Vittoria De Fornari Strata. 5. srpna 1604 jej potvrdil papež Klement VIII. a určil, aby jeptišky žily podle řehole sv. Augustina. Řád je sdružením nezávislých klášterů, v jejichž čele stojí převorka a podléhají jurisdikci příslušného místního biskupa.
V roce 1639 vévoda pozval Wolfgang Vilém Falcko-Neuburský celestinské jeptišky do Jülišsko-berského vévodství, kde se usadily v Düsseldorfu, v hlavním městě státu (na místě dnešního paláce Spinrath). Odtud sestry v roce 1729 založily filiální klášter získáním opuštěného klášter magdalenikek v Cáchách, který byl v roce 1802 sekularizován.
V roce 1646 založila císařovna Eleonora Gonzagová pocházející z Itálie klášter celestinek v hornorakouském Steyru. Ten byl zrušen v roce 1784 v rámci církevních reforem císaře Josefa II. Stejný osud potkal v roce 1782 také dceřiný klášter založený sestrou Marií Viktorií von Sarnthei (1666–1737) na zámku Rottenbuch v Bolzanu.
Český hrabě František Antonín Špork (1662–1738) inicioval založení kláštera celestinek v Choustníkově Hradišti v Čechách, neboť jeho dcera Marie Eleonora (1687–1717) byla členkou řádu. V roce 1736 založil další pobočku na Novém Městě v Praze. Také tento klášter byl zrušen za císare Josefa II.    Na jeho místě dnes stojí budova pražské hlavní pošty.

### Současnost
V současnosti je hlavní sídlo řádu v Římě v klášteře Nejsvětějšího Zvěstování (Monastero della SS.ma Annunziata) na Via Portuense. V Itálii se nacházejí ještě další kláštery v Janově. Římský konvent byl založen v roce 1676 Camillou Orsiniovou-Borghese (Madre Maria Vittoria, 1603–1685), kněžnou ze Sulmony. Její manžel Marcantonio Borghese (1598-1635) byl synovcem papeže Pavla V.   Římský klášter má od roku 1995 filiální klášter v Manile na Filipínách. 